# Georg Friedrich Nicolai

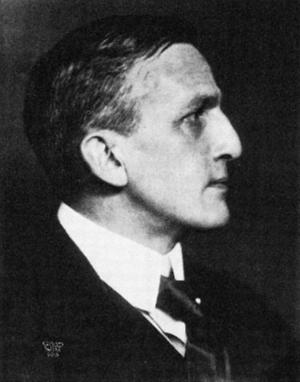
Georg Friedrich Nicolai (1918)

Georg Friedrich Nicolai, bis 1897 Georg (Friedrich) Lewinstein (* 6. Februar 1874 in Berlin; † 8. Oktober 1964 in Santiago de Chile) war ein deutscher Arzt, Internist, Physiologe, Pazifist und Soziologe.

## Leben
Der Sohn des Chemikers Gustav Lewinstein und Urgroßneffe des Komponisten Otto Nicolai studierte ab 1894 an den Universitäten Königsberg, Berlin, Paris und Heidelberg Medizin und Naturwissenschaften. 1897 nahm er nach seinem Urgroßonkel den Nachnamen Nicolai an. Er beendete seine Promotion und damit sein Studium 1901 am Universitätsklinikum Leipzig.
Er arbeitete als Schiffsarzt sowie in Halle, Leiden, Berlin und St. Petersburg und habilitierte sich 1907 an der Medizinischen Fakultät in Berlin.
Ab 1909 wirkte Nicolai im Rang eines Oberarztes an der II. Medizinischen Klinik der Berliner Charité. Dort arbeitete er u. a. mit dem Leiter der Klinik Friedrich Kraus und publizierte 1910 mit diesem ein Grundlagenbuch zur Elektrokardiographie. Parallel dazu wurde Nicolai zum medizinischen Berater von Auguste Victoria, der Ehefrau von Kaiser Wilhelm II.
Spezialgebiete von Nicolai waren Sportmedizin und Elektrophysiologie.
1912 gehörte er zu den Initiatoren des ersten Zusammenschlusses der deutschen Sportärzte.
Als im August 1914 der Erste Weltkrieg begann, war Nicolai nicht begeistert von der Masseneuphorie (Augusterlebnis), die von der Presse zusätzlich geschürt wurde. Er begann hinter die Kulissen der Kriegspropaganda zu schauen. Im Oktober 1914 veröffentlichten deutsche Intellektuelle ihr Manifest der Dreiundneunzig, in dem sie die Welt der Lüge über die deutsche Kriegsführung bezichtigten. Wenige Tage später schrieb Nicolai seinen „Aufruf an die Europäer“, in dem er diesen Krieg als Quelle künftiger Kriege bezeichnete. Der Aufruf wurde nur von Albert Einstein, Otto Buek und Wilhelm Foerster mitunterzeichnet und erst 1917 im Ausland veröffentlicht.
Nicolai begann eine Vorlesungsreihe zum Thema Der Krieg als biologischer Faktor in der Entwicklung der Menschheit mit Schwerpunkten zur Kriegsführung und Wirklichkeit des Krieges, die Verluste von Menschenleben, Energie und Geld für die Gesellschaft. Der Inhalt dieser Vorlesungsreihe blieb nicht verborgen. Nicolai wurde zum Kriegsdienst einberufen, verweigerte aber vorerst den Dienst in Uniform. Im Sommer 1915 wurde er in die Festung Graudenz ins Seuchenlazarett versetzt.
In Graudenz und später im Festungslazarett in Danzig führte er als Militärarzt seine Vorlesungsreihe fort, und es entstand das erste Manuskript von Die Biologie des Krieges. Der Fall Nicolai wurde dann in der 41. Sitzung des deutschen Reichstages (unter Johannes Kaempf) im April 1916 diskutiert. Nach ärztlicher Untersuchung wurde er im Juni 1916 in den Stand eines Krankenwärters überführt. 1917 wurde gegen Nicolai ein kriegsgerichtlicher Prozess wegen des Vergehens gegen das Pressegesetz initiiert. Das Manuskript von Die Biologie des Krieges wurde in die Schweiz geschmuggelt. 1917 erschien in Zürich Die Biologie des Krieges in der ersten unautorisierten Ausgabe. Noch während des Ersten Weltkriegs wurde das Buch, das für einen dauerhaften Frieden zwischen den Nationen plädierte, in Europa schlagartig bekannt und diskutiert.
 Zu dieser Zeit wohnte Nicolai in Berlin am Reichskanzlerplatz.
Der Komponist Viktor Ullmann las das Buch während seiner Militärdienstzeit im Februar 1918 im Triester Vorort Barcola. Ullmanns Oper Der Kaiser von Atlantis wurde von Nicolais Buch und den Vorlesungen von Wilhelm Jerusalem an der Wiener Universität im Jahr 1918 wesentlich beeinflusst. Die oberste Deutsche Heeresleitung versuchte nun, Nicolai vor ein Militärgericht zu bringen. Im Frühjahr 1918 organisierte Nicolai eine spektakuläre Flucht mit einem deutschen Militärflugzeug. Im August 1918 schrieb Nicolai: „Jetzt kenne ich den Krieg; jetzt weiß ich, welche furchtbare Macht die Dämonen der Vergangenheit auch über uns neuzeitliche Menschen besitzen und jetzt hasse ich den Krieg – wenigstens den Krieg des zwanzigsten Jahrhunderts“. Nach dem Ende des Krieges kehrte er am 25. Dezember 1918 nach Deutschland zurück. 1919 wurde dann „Die Biologie des Krieges“ in einer von Nicolai autorisierten Ausgabe vom Schweizer Verlag Orell Füssli in Zürich publiziert, im selben Jahr erschien die englische Ausgabe in New York, 1926 eine russische Ausgabe.
1920 versuchte Nicolai, seine medizinischen Vorlesungen an der Charité wiederaufzunehmen; dies scheiterte jedoch am gewalttätigen Widerstand von nationalistischen Studenten, die in Nicolai einen Verräter an Deutschland sahen. In den Konflikt mischten sich auch der Rektor, Reinhold Seeberg, und der akademische Senat der Universität ein; Nicolai wurde schließlich die venia legendi aberkannt. Er führte einen Prozess gegen Rektor und Senat, den er 1921 verlor. 1922 nahm er ein Angebot der Universidad Nacional de Córdoba in Argentinien an, Professor für Physiologie zu werden. Die Vertreibung des Geistigen aus Deutschland hatte begonnen. Von 1928 bis 1929 wirkte er als Professor für Soziologie an der Universität von Rosario. Bis 1931 hielt er dann Vorlesungen am Colegio Libre d Estudios Superiores in Buenos Aires.
1933 ging er nach Santiago de Chile. 1936 wurde er Professor für Physiologie an der Tierärztlichen Hochschule der Universidad de Chile in Santiago. 1938 reiste er in kultureller Mission nach Bolivien; 1939 gründete er das Institut für Psychogenese und reiste in die USA. Die Zeit des Zweiten Weltkrieges verbrachte er in Chile. 1954 wurde Nicolai nach Hamburg zum Kongreß für kulturelle Freiheit eingeladen, 1960 war er Ehrengast des Internationalen Soziologenkongresses in Mexico. Er starb am 9. Oktober 1964 in Santiago de Chile.
Nicolai war eine Stimme im Kampf gegen den Sozialdarwinismus, seine Position ist vergleichbar mit der Oscar Hertwigs Zur Abkehr des ethischen, des sozialen, des politischen Darwinismus (1921).
Nicolai trat für gesundheitsfördernden Breitensport ein. Er kritisierte den Wettkampf- und Hochleistungssport einschließlich der Olympischen Spiele.

## Posthumes
Anfang Oktober 2012 feierte der deutsche Sportärztebund sein hundertjähriges Bestehen in Berlin mit dem Kongress 100 Jahre Sportmedizin.
In der Festschrift wurde die Geschichte des Sportbundes insbesondere in der NS-Zeit und in den Nachkriegsjahren geschönt. Nicolais wichtige Rolle in der Sportmedizin wurde nicht erwähnt.

## Schriften
- mit Friedrich Kraus: Das Elektrokardiogramm des gesunden und kranken Menschen. Berlin 1910.
- Aufruf an die Europäer. Erstmals veröffentlicht in Die Biologie des Krieges. Zürich 1917.
- Die Biologie des Krieges. Betrachtungen eines deutschen Naturforschers. Zürich 1917. Britischer Nachdruck 2012, Nabu Press Lightning Source, 238 S., ISBN 978-1-275-91615-9
- Sechs Tatsachen als Grundlage zur Beurteilung der heutigen Machtpolitik. Bern 1918.
- Ein Aufruf an die Europäer. In: Das werdende Europa. Zürich 1918.
- La Base biológica. Córdoba 1925.
- Homenaje de Despedida. Córdoba 1927.
- Das Natzenbuch. Eine Naturgeschichte der National-Sozialistischen Bewegung und des Nationalismus überhaupt. Unveröffentlichtes Manuskript aus Mitte der 1930er.
- Miseria de la Dialectica. Santiago de Chile 1940.
- Eugenesia. Santiago de Chile 1957.
- Die Biologie des Krieges. Betrachtungen eines Naturforschers den Deutschen zur Besinnung. 2 Bände. Darmstädter Blätter, Darmstadt 1983.

## Film
- Berühmte Ärzte der Charité, DISC 3 „Arzt in Uniform“ (Theodor Brugsch, 1878 bis 1963 und Georg Friedrich Nicolai, 1874 bis 1964), Deutscher Fernsehfunk/Fernsehen der DDR 1981–1983, DDR TV–Archiv.